# 北海道八雲高等学校
北海道八雲高等学校（ほっかいどうやくもこうとうがっこう、英: Hokkaido Yakumo High School）は、北海道二海郡八雲町にある公立（道立）の高等学校。

## 沿革
北海道八雲高等学校は、北海道庁立八雲中学校と、八雲町立八雲家政女学校を統合した高等学校である。

### 旧制八雲中学校
- 1923年（大正12年）　北海道庁立八雲中学校として設立が認可される。
- 1948年（昭和23年）　学制改革により北海道立八雲高等学校と改称。定時制課程普通科1学級が設置される。

### 旧制八雲女学校
- 1926年（大正15年）　八雲町立八雲家政女学校の設立が認可される。
- 1936年（昭和11年）　校名を北海道八雲実科高等女学校と改称。
- 1938年（昭和13年）　修業年限4年、生徒定員本科200名、補習科50名に変更。
- 1942年（昭和17年）　校名を北海道庁立八雲高等女学校と改称。
- 1948年（昭和23年）　学制改革により北海道立八雲女子高等学校となる。

### 統合以降
- 1949年（昭和24年）　道立八雲高等学校に統合され、北海道八雲高等学校となる。（普通科15学級）
- 1950年（昭和25年）　商業科の設置。
- 1951年（昭和26年）　農業科の設置。
- 1966年（昭和41年）　農業科生徒募集停止。　東校舎（旧制女学校）が全棟焼失、全生徒が西校舎に収容される。
- 1977年（昭和52年）　新校舎　鉄筋コンクリート造4階建（現在の普通教室棟）、商業棟・特別教室棟（木造モルタン2階建）が完成。
- 1978年（昭和53年）　格技場改築完了。
- 1990年（平成02年）　定時制普通科生徒募集停止。
- 1993年（平成05年）　定時制普通科閉科。
- 1998年（平成10年）　校舎大規模改造第一期着工。
- 1999年（平成11年）　屋内運動場改築完了、校舎大規模改造第二期着工。
- 2001年（平成13年）　商業科生徒募集停止、総合ビジネス科１学級設置。
- 2003年（平成15年）　商業科閉科。
- 2017年（平成29年）　校舎大規模改造第一期着工、商業棟・特別教室棟の老朽化による改築工事。
- 2018年（平成30年）　産業振興棟（旧商業棟・特別教室棟）の改築工事完了。
- 2020年（令和02年）　校舎大規模改造第二期着工。
- 2023年（令和05年）　開校100周年記念式典開催。

## 概要
1923年に、北海道庁立八雲中学校として設立が認可され、1949年、道立八雲高等学校に統合されて以来、今年で開校100周年となる。校歌は、作詞が風巻景次郎、作曲が筒井秀武。
校舎は二つの棟に分かれており、それぞれ1977年ごろに造られた普通教室棟と、2018年に完成した、産業振興棟に分けられる。
他にも陸上グラウンドや、野球グラウンド、テニスコート、サッカーグラウンドが設置されている。

## 学科
全日制課程（現在）
- 普通科
- 総合ビジネス科

過去の学科（統合後）
- 農業科（昭和44年閉科）
- 定時制普通科（平成5年閉科）
- 商業科（平成15年閉科）

## 部活動
現在
- 野球部
- サッカー部
- ソフトテニス部
- バドミントン部
- 男子バスケ部
- 女子バスケ部
- 陸上競技部
- 女子バレー部
- 卓球部
- 剣道部
- 柔道部
- 山岳部
- 美術部
- 茶道部
- 吹奏楽局
- 図書局
- 新聞局

過去（1988年〜）
- ハンドボール部
- スキー部
- 珠算部
- 写真部
- 手芸部
- 映画研究同好会
- 軟式野球同好会
- ケン玉同好会
- 男子ソフトボール同好会
- 読書同好会
- 軟式ソフトテニス部

## 所在地
- 北海道二海郡八雲町住初町88番地
- 八雲駅から徒歩で約15分

## 著名な出身者
- 小西ゆかり（2012年ロンドンオリンピック日本代表選手・ライフル射撃）
- 山田雅博 - 数学者、岐阜大学教授（第23代教育学部長）